# Ghiacciaio Teteven

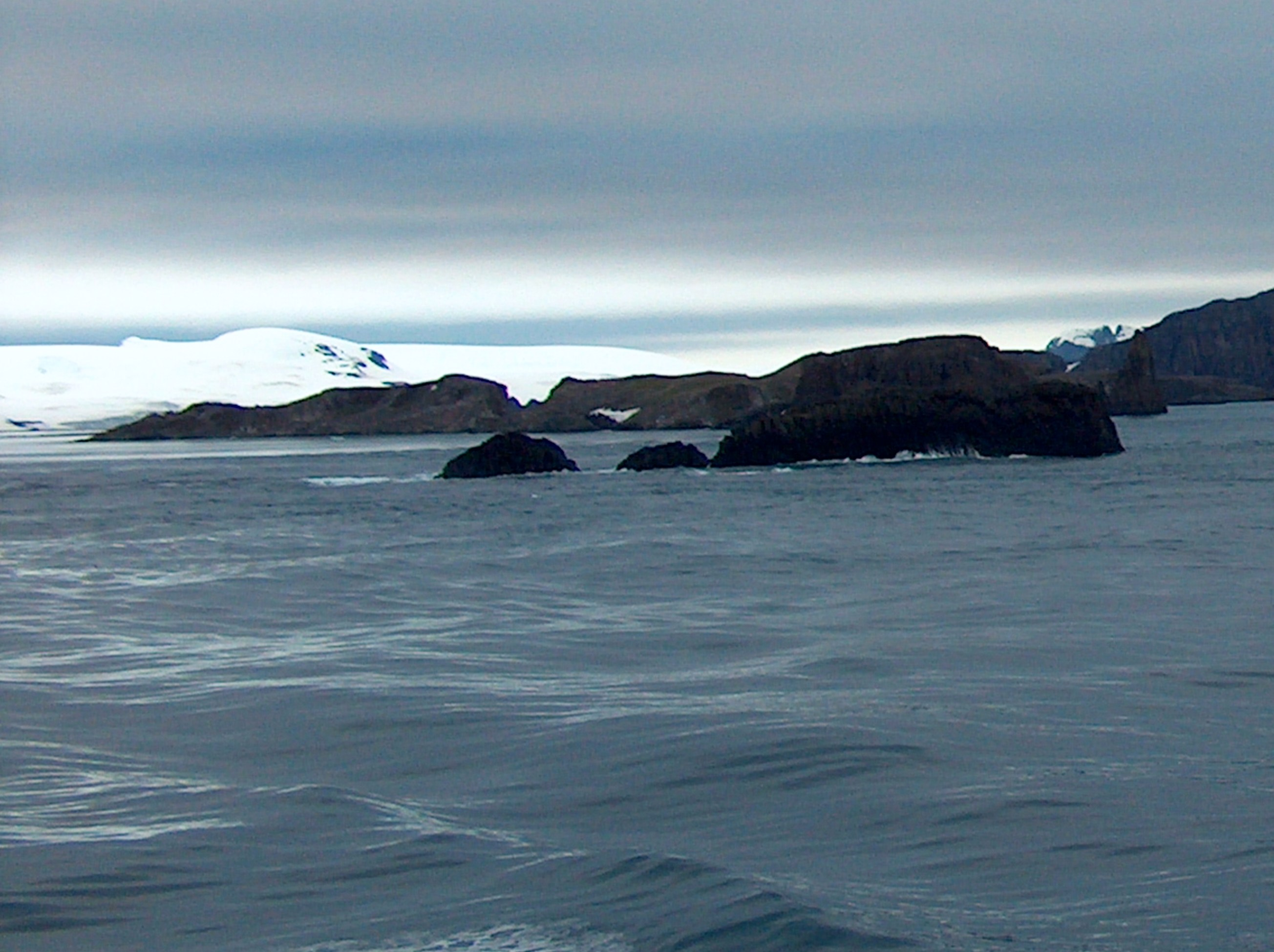
Il ghiacciaio Teteven visto dalle isole Aitcho.

Il ghiacciaio Teteven è un ghiacciaio lungo circa 6,5 km e largo circa 3,8, situato sull'isola Greenwich, nelle isole Shetland Meridionali, un arcipelago antartico situato poco a nord della Penisola Antartica. Il ghiacciaio si trova in particolare sulla costa nord-orientale dell'isola, dove fluisce verso nord a partire dal versante settentrionale delle cime Dryanovo, fino a entrare nel passaggio di Drake formando una lingua glaciale tra la cala Haskovo, a ovest, e la cala Skaptopara, a est.

## Storia
In seguito alla spedizione Tangra 2004/05, il ghiacciaio Teteven è stato così battezzato nel 2005 dalla commissione bulgara per i toponimi antartici in onore di Teteven, una cittadina bulgara situata tra i monti Balcani centrali.